# XML data binding
XML data binding (Enlace de datos XML) se refiere al proceso de representación de la información en un documento XML como un objeto de negocio en la memoria del ordenador. Esto permite a las aplicaciones acceder a los datos en el XML desde el objeto en lugar de usar DOM o SAX para recuperar los datos desde una representación directa del XML en sí.
Una enlazador de datos XML logra esto mediante la creación automática de una correspondencia entre los elementos del esquema XML del documento que queremos enlazar y los miembros de una clase a ser representados en la memoria.
Cuando se aplica este proceso para convertir un documento XML a un objeto, se llama unmarshalling. El proceso inverso, serializar un objeto como XML, se llama marshalling.
Puesto que XML es inherentemente secuencial y los objetos (generalmente) no, las asignaciones de enlace de datos XML suelen tener dificultades para conservar toda la información de un documento XML. En concreto, información como comentarios, referencias a entidades XML y el orden hermano pueden no ser conservados en la representación de objetos creada por la aplicación enlazadora. Este no es siempre el caso; los enlazadores de datos suficientemente complejos son capaces de preservar el 100% de la información de un documento XML.
Del mismo modo, puesto que los objetos en la memoria del ordenador no son inherentemente secuenciales, y pueden incluir enlaces a otros objetos (incluidos enlaces autorreferenciales), las asignaciones de enlace de datos XML suelen tener dificultades para conservar toda la información acerca de un objeto cuando es serializado a XML.